# Sejmik

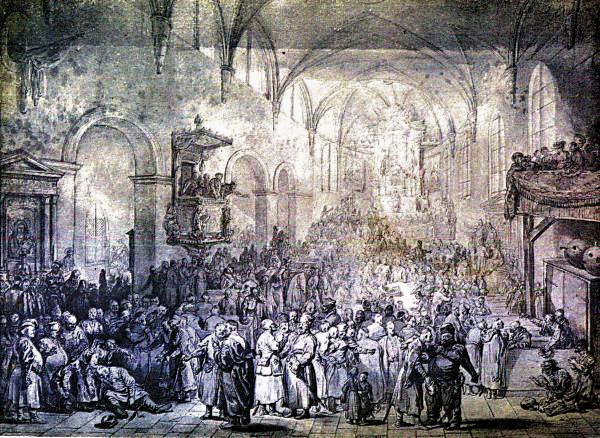
Sejmik en una iglesia, por Jean-Pierre Norblin de La Gourdaine (1745-1830)

Un sejmik (pronunciación en polaco: /ˈsɛjmʲik/, diminutivo de  sejm , ocasionalmente traducido como  dietine ; en lituano: seimelis) fue uno de los diversos parlamentos locales en la historia de Polonia y la historia de Lituania. Los primeros sejmiks fueron asambleas regionales en el Reino de Polonia (antes de 1572), aunque ganaron significativamente más influencia en la era posterior de la Mancomunidad polaco-lituana (siglo XVIII). Los sejmiks surgieron alrededor de finales del siglo XIV y principios del XV y existieron hasta el final de la Mancomunidad en 1795, siguiendo las particiones de la Mancomunidad (particiones de Polonia). De forma limitada, algunos sejmiks existieron en la Polonia dividida (1795-1918), y más tarde en la Segunda República Polaca (1918-1939). En la Polonia moderna, desde 1999, el término ha revivido con el voivodato sejmik (sejmiki województwa), refiriéndose a los consejos electos de cada uno de los 16 voivodatos.
Las competencias de los sejmiks variaron con el tiempo y también hubo diferencias geográficas. A menudo, numerosos tipos diferentes de sejmiks coexistían en la misma estructura de gobernanza. Casi siempre presididos por el mariscal, los sejmiks a menudo podían elegir delegados para el sejm nacional y, a veces, les daban instrucciones vinculantes. Los sejmiks alcanzaron la cima de su importancia a principios del siglo XVIII, cuando efectivamente suplantaron a los ineficientes sejm nacional.

## Etimología
La palabra sejm y sejmik se derivan de checo antiguo sejmovat, que significa «reunir» o «convocar».

## Historia
Las tradiciones de un sejmik se remontan a la institución del wiec que en realidad es anterior al estado polaco. Se originaron en reuniones de la nobleza, formadas para militares y consultivos Los historiadores no están de acuerdo sobre la fecha específica de origen de los sejmiks, y algunas fechas propuestas son 1374 (el Privilegio de Koszyce) y 1454 (los Estatutos de Nieszawa). Geográficamente, los sejmiks surgieron por primera vez en Polonia central (provincia de Gran Polonia). Durante el siglo siguiente, se extendieron a otras provincias de Polonia y, finalmente, en el siglo XVI, al Gran Ducado de Lituania. Sejmiks eran legalmente reconocido por los Estatutos de Nieszawa de 1454, en un privilegio otorgado a la szlachta (nobleza polaca) por el rey Casimir IV Jagiellon, cuando el rey acordó consultar con la nobleza con respecto a ciertas decisiones. El reconocimiento de Casimir del sejmik se debió a un intento de limitar el creciente poder de los magnates, y contrarrestarlo con la nobleza media.
Con la creación de un Sejm nacional en 1493, que asumió los poderes de tributación y el pospolite ruszenie previamente otorgado a los sejmiks en Nieszawa, la importancia de la gobernanza regional disminuyó un poco. Aun así, los sejmikis continuaron desempeñando un papel importante en el gobierno de Polonia como la forma más directa de otorgamiento de derechos políticos a la nobleza.
En la década de 1560, la organización estatal del Gran Ducado de Lituania se reformó según el modelo polaco. En 1564, se aprobó una ley estableciendo sejmiks en todo el Gran Ducado.
Después de la Unión de Lublin en 1569, la Mancomunidad polaco-lituana tenía alrededor de 70 sejmiks (de ellos, 24 estaban en el Gran Ducado de Lituania). Jacek Jędruch observa una tendencia de un número creciente de sejmiks a lo largo del tiempo, de aproximadamente 16 en el siglo XV a 104 a finales del siglo XVIII, ya que la nobleza buscaba reunirse en lugares que requerían menos tiempo de viaje. Stanisław Płaza también estima alrededor de 100 a principios del siglo 18. Esos sejmiks eligieron 170 diputados (48 de Lituania). La mayoría de los sejmiks eligieron 2 diputados, pero hubo excepciones. Wojciech Kriegseisen señala que hasta finales del siglo XVIII, había 44 sejmiks en la Polonia propiamente dicha (la Corona del Reino de Polonia), 24 en Lituania y 1 en Inflanty.
El papel del sejmik volvió a crecer a finales del siglo XVII, cuando el poder central se debilitó. Los sejmiks alcanzaron la cima de su importancia a principios del siglo XVIII, cuando a menudo establecían sus propios límites de tiempo, es decir, extendían sus períodos autorizados de operación. Frente a un gobierno central ineficiente, con el Sejm nacional a menudo interrumpido por el liberum veto y la oficina de starosta perdiendo gran parte de su importancia, los sejmiks administraron una parte de los impuestos y recaudaron sus propios militares ( wojsko powiatowe ). Este período, que se conocía como la "regla de los sejmiks" ( rządy sejmikowe ), fue puesto fin por los actos del día Silent Sejm (polaco:  sejm niemy ) de 1717, que eliminó la mayoría de las competencias fiscales y militares de los sejmiks. Algunos sejmiks también se vieron afectados por liberum vet o hasta que fue abolido para los sejmiks en 1766; este no fue siempre el caso, ya que algunos decidieron renunciar a la unanimidad y pasar a la regla de la mayoría.
Donde la nobleza media había sido la fuerza principal de los sejmiks en el siglo XVI, los magnates se hicieron cada vez más influyentes en el siglo XVIII. Esto se debió a su habilidad sobornar a las masas de la nobleza sin tierra y con poca educación (conocida como "clientes" o "clientela" del magnate), ya que todos los nobles eran elegibles para votar en los sejmiks. Los sejmiks de Lituania estaban dominados por los magnates en mayor medida que los de Polonia propiamente dicha. ya que los magnates lituanos eran más poderosos que sus homólogos polacos. Los sejmiks dominados por magnates, que se reunían empobrecidos nobleza, han sido descritos como más preocupados por comer y beber que por debatir; para los más pobres de la nobleza, eran una rara ocasión para participar en fiestas patrocinadas por los magnates. Cuando se conocieron, la nobleza borracha era conocida por pelea entre ellos, que en ocasiones provocó muertes.
Los sejmiks fueron reformados significativamente por el  Prawo o sejmikach , la ley sobre sejms regionales, aprobada el 24 de marzo de 1791 y posteriormente reconocidos como parte de la Constitución del 3 de mayo. Esta ley introdujo cambios importantes en la ordenanza electoral, ya que redujo el derecho al voto de la clase noble. El derecho de voto se vinculó a una calificación de propiedad; para poder votar, un noble tenía que poseer o arrendar tierras y pagar impuestos, o estar estrechamente relacionado con otro que lo hiciera. Unos 300.000 de los 700.000 nobles que de otro modo serían elegibles quedaron privados de sus derechos, para su disgusto. Un documento de 1792 enumera solo 47 sejmiks.
Aunque la existencia independiente de la Mancomunidad terminó con las particiones de Polonia en 1795, la institución del sejmik continuó, aunque de una manera algo restringida. En el Ducado de Varsovia, los sejmiks eligieron diputados al Sejm del Ducado de Varsovia. Del mismo modo, los sejmiks del Congreso de Polonia diputados electos al Sejm del Congreso de Polonia hasta su abolición en 1831. Incluso en los territorios lituanos incorporados al Imperio Ruso, se permitieron algunos sejmiks judiciales elegir jueces de tribunales inferiores; fue la única institución representativa electiva que sobrevivió en los territorios lituanos después de la partición. En la partición prusiana hubo sejmik provincial (Provinziallandtag) y sejmik de distrito (Kreistag). Cerca del cambio de siglo, algunas instituciones representativas locales limitadas existían en la partición rusa y partición austriaca, pero no llevaban el nombre de sejmiks.
Después de que Polonia recuperó la independencia, los sejms provinciales fueron restaurados en la Segunda República Polaca, aunque fueron llamados sejms en lugar de sejmiks. Incluyeron el Sejm de Lituania central (1921-1922); los tres voivodatos sejms (Parlamento de Silesia, Gran Polonia Sejm y Pomeranian Sejm, 1920-1939), que preservaron la tradición de los sejmiks en la antigua partición prusiana; y los sejmik del condado, de los cuales había 264 en 1939. La existencia de estas instituciones fue interrumpida por el Ocupación de Polonia (1939–45) durante la Segunda Guerra Mundial, y no se restablecieron en la era de Polonia comunista.
Los sejmiks fueron revividos nuevamente después de la caída del comunismo en la Polonia moderna. Desde 1999, el término "sejmik" (en su totalidad, "sejmik województwa") se ha utilizado para referirse al consejo electo de cada uno de los 16 voivodatos o regiones (ver  voivodato sejmik). La palabra  sejmik  fue elegido por los legisladores para eliminar el término "rada wojewódzka" (consejo de voivodato), que evocaba recuerdos de los consejos populares de voivodato durante la Polonia comunista.

## Sejmik de la Mancomunidad Polaco-Lituana

### Características
Los sejmiks generalmente se llevaban a cabo en un gran campo abierto. La nobleza elegiría un presidente (marszałek sejmiku: mariscal del sejmik), cuya función era análoga al mariscal del sejm en las Sejms nacionales. (Este término ha revivido desde 1999, pero ahora se refiere al presidente de la junta ejecutiva del voivodato en lugar del presidente del mismo sejmik). Mientras que los sejmiks fueron convocados originalmente por el rey, pronto se aprovechó una laguna: los sejmiks limitarían el número de los temas discutidos, usando eso como pretexto para volver a reunirse más tarde en el momento elegido por el mariscal. Voivodes y starosts también tenían la capacidad de convocar algunos sejmiks. Hasta las reformas de la Constitución del 3 de mayo, toda la nobleza que residía en el territorio que tenía un sejmik podía participar en el sejmik.
Se estima que la mayoría de los sejmiks atrajeron alrededor del 4 al 6% de los participantes elegibles.

### Tipos

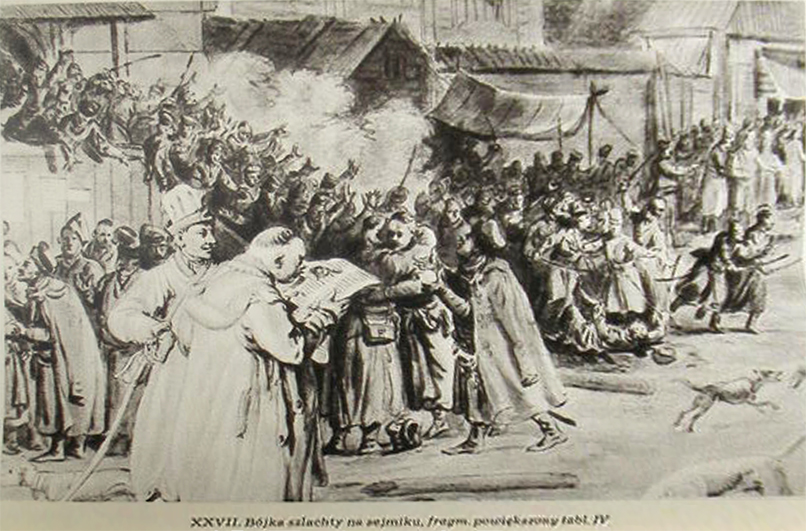
Nobleza luchando en un sejmik, Jean-Pierre Norblin de La Gourdaine

Los historiadores distinguen varios tipos de sejmiks, según su ámbito geográfico:
- General (polaco:  generalny , latín  conventiones generales ), celebrada en el oeste de Polonia (Gran Polonia) en Koło, en el sur de Polonia (Pequeña Polonia) en Nowe Miasto Korczyn, en Masovia en Varsovia, en Rutenia Roja en Sądowa Wisznia ( Sudova Vyshnia), y en Lituania en Wołkowysk (Vawkavysk).[8][41] Los Sejmiks Generales estaban compuestos por delegados elegidos en los sejmiks provinciales y por Senadores.[8] Su objetivo era acordar un puesto para el Sejm General (Sejm Walny) y emitir instrucciones para los diputados sobre cómo se suponía que debían votar durante la Sejm General.[8] Las competencias de los sejmiks generales estaban definidas por el precedente y la costumbre más que por la ley; en raras ocasiones en que circunstancias externas impidieron la convocatoria de un Sejm nacional (como 1511, 1513 y 1577), se consideró que los sejmiks generales eran competentes para legislar sobre asuntos nacionales.[41] En el siglo XV, algunos sejmiks generales se reservaron el derecho de aceptar o rechazar la legislación nacional.[41] En el siglo XVI se les encomendó la tarea de preparar borradores de legislación para ser discutidos en Sejms.[41] Alrededor del siglo XVII los sejmiks generales fueron en su mayoría abandonados (con la excepción de los de Prusia Real, ver propiedades prusianas); en cambio, los diputados provinciales se reunirían en sesiones especiales durante el Sejm propiamente dicho.[8][42]
- Provincial, Territorial, Voivodato o Condado (polaco:  ziemski , latín  conventiones particulares , conventiones terrestrae ). Los nombres de estos sejmiks variaban según su nivel administrativo y tradiciones locales; Płaza enumera powiat sejmiks (sejmiks del condado;  sejmiki powiatowe ), ziemia sejmiks (sejmiks territoriales;  sejmiki ziemskie ), voivodato sejmiks ( sejmiki wojewódzkie ) y sejmiks provinciales (sejmiki prowincjonalne).[12] Se podría trazar una jerarquía teórica que casi nunca existió en la práctica partiendo de los powiat sejmiks y subiendo hasta ziemia, voivodato, general (de varios voivodados) y sejmiks provinciales que terminan con el sejm nacional final.[12][43] Casi todas las ziemias tenían sus propios sejmiks, pero la importancia del sejmik variaba en función de si el ziemia dado era autónomo (es decir, si era parte de un voivodado).[12] Powiat sejms eran comunes en Lituania, pero eran raros en la Corona de Polonia, donde en cambio, los sejms de voivodatos eran mucho más comunes.[12] Algunos voivodados podían tener un solo sejmik de voivodatos, y otros podrían t ser cubierto por más de un sejmik.[12][44] La importancia de los sejmiks locales comenzó a disminuir con la formación del sejm nacional. A partir de entonces, los sejmiks locales fueron relegados a ocuparse de los asuntos locales y elegir diputados para los Sejms generales.[8] Volvieron a cobrar importancia en la segunda mitad del siglo XVII, a medida que el Sejm central se debilitaba.[15]

Kriegseisen, citando a Adam Lityński, argumenta que solo había un tipo de sejmik y que la única diferencia entre varios sejmiks era el propósito para el que fueron convocados. No obstante, otros estudiosos a menudo distinguen entre diferentes tipos de sejmiks. Juliusz Bardach y Jędruch, por ejemplo, dividen los sejmiks según su propósito de la siguiente manera:
- Pre-sejm (polaco:  przedsejmowe ) los sejmiks fueron convocados por el rey que envió un writ ( legacja królewska ) a cada sejmik, describiendo las razones del siguiente Sejm se llevaría a cabo.[8] Dichos sejmiks elegían de uno a seis diputados ( poslowie ), según el tamaño y la importancia del territorio del sejmik, para el  ordinario  General Sejm ( Polaco:  Sejm Walny ) que se celebraba cada dos años, y a cualquier Sejm general  extraordinario  que pudiera ser llamado en cualquier momento en caso de emergencia.[8] A veces pre-sejm los sejmiks eran denominados electorales. En algunos casos, se podría convocar a un sejmik para dos voivodados; en ese caso, se podría elegir a más de 6 diputados. Los diputados recibieron instrucciones sobre cómo votar durante el sejm propiamente dicho, aunque en ocasiones las instrucciones podían ser vagas o incluso dar a los diputados total libertad.[8] Estos sejmiks surgieron a finales del siglo XV.[15]
- Relacional o Debriefing (polaco:  relacyjne ) los sejmiks escucharon los informes de los diputados que regresaron del Sejm General, generalmente presentando la ley ( konstytucje sejmowe ) decretada por el Sejm.[8] Pasaron instrucciones específicas con respecto a la ejecución de los decretos del sejm y otras resoluciones locales.[15][41] Dichos sejmiks también podrían recibir solicitudes especiales del rey; esto sucedía si el diputado del sejmik estaba obligado por instrucciones a no votar sobre ciertos temas que posteriormente se votaban y aprobaban en el sejm nacional. En tales casos, el rey pedía al sejmik que reconsiderara su decisión y apoyara la legislación nacional.[8] Estos sejmiks surgieron en el siglo XVI.[15]
- Electoral (polaco:  elekcyjne ) sejmiks electos funcionarios de voivodato, jueces en particular.[8][41] Fueron convocados de manera irregular, ya que estos cargos generalmente se mantenían de por vida.[8] Se nominarían varios candidatos, y el rey haría el nombramiento final de entre ellos.[15] Estos sejmiks surgieron en el siglo XV.[15]
- Sejmiks diputados o judiciales (polaco:  deputackie ) se reunían anualmente y elegían diputados ( deputaci ) a tribunal s (Tribunal de la Corona y Tribunal de Lituania) desde los tiempos del Rey Stefan Batory en adelante (comenzando en 1578 en Polonia, y desde 1581 en Lituania).[8][15][41]
- Sejmiks Administrativos o Económicos (en polaco:  gospodarcze ) supervisaban el autogobierno del voivodato. A menudo, se llevaban a cabo al día siguiente del sejmik diputado. Sus decretos fueron conocidos como "laudas". Algunas de las cuestiones específicas que abordaron estos sejmiks incluyeron: lidiar con los impuestos (distribución de impuestos nacionales) y los recaudadores de impuestos, administrar los impuestos locales (voivodatos) y la tesorería, reclutar militares locales y (desde mediados del siglo XVIII) elección de diputados al Tesoro. Tribunales. Estos sejmiks surgieron a principios del siglo XVI.[15][41]
- Los sejmiks encapuchados (polaco:  kapturowe ) tenían poderes especiales durante un interregno.[8] Estos sejmiks se organizaron como confederaciones, y elegiría a los funcionarios de la confederación.[15] El nombre se deriva de las capuchas que se usaban en el período de duelo real. Estos sejmiks comenzaron durante el interregno de 1572.[15][41]

## Evaluación e historiografía
Kriegseisen señala que la institución del sejmik ganó una reputación negativa después de las particiones de Polonia, y ha sido descrita como uno de los elementos disfuncionales del sistema político polaco que contribuyó a la caída de la Mancomunidad. Advierte contra evaluaciones tan simplistas y las remonta a publicaciones del siglo XVIII cuyas opiniones negativas de los sejmiks rara vez han sido cuestionadas desde entonces. El estereotipo de un grupo de nobleza combativa ebrio, que se encuentra en alguna literatura, no debe ser visto como representativo, particularmente fuera del período del declive del sejmik en el siglo XVIII. Argumenta que si bien muchas descripciones sensacionalistas de libertinaje, peleas o violencia abierta y sangrienta en sejmiks han sobrevivido, lo hicieron porque eran simplemente eso, sensacionalistas, y deberían verse como excepciones a los procedimientos largos, sin incidentes, pero generalmente constructivos que fueron mucho más común.
Kriegseisen también comenta que existe un mito sobre la singularidad de los sejmiks en Polonia, y señala que se pueden encontrar instituciones similares de autogobierno y participación parlamentaria regional de la nobleza en otros lugares, como en Hungría y varias provincias alemanas. (Silesia, Prusia, Brandeburgo).

## Ubicaciones de sejmik provinciales (o territoriales)
La siguiente es una lista de lugares en los que se llevaron a cabo los sejmiks provinciales (o territoriales).

### Provincia de Pequeña Polonia
- Bełz (para el voivodato de Bełz), cuatro enviados elegidos para el Sejm,
- Chełm (para la tierra de Chełm), dos enviados elegidos,
- Czernihów (para el voivodato de Czernihów), cuatro enviados elegidos,
- Halicz (para el Ziemia de Halicz, Kolomyia y Trembowla), seis enviados elegidos,
- Kamieniec Podolski (para el voivodato de Podolia), cuatro enviados elegidos,
- Łuck (para el voivodato de Volinia), seis enviados elegidos,
- Opatów (para el voivodato de Sandomierz), seis enviados elegidos,
- Proszowice (para el voivodato de Cracovia), seis enviados elegidos,
- Urzędów, también Lublin (para el voivodato de Lublin, tres enviados elegidos,
- Winnica (para el voivodato de Bracław), tres enviados elegidos,
- Sądowa Wisznia (para el tierra de Lwów, Sanok y Przemyśl), seis enviados elegidos,
- Zator (para el Ducado de Oświęcim y el Ducado de Zator), un enviado elegido,
- Żytomierz (para el voivodato de Kijów), tres enviados elegidos.

### Provincia de Gran Polonia
- Bielsk (para el condado de Bielsk), dos enviados elegidos,
- Ciechanów (por la tierra de Ciechanów), dos enviados elegidos,
- Czersk (por la tierra de Czersk), dos enviados elegidos,
- Drohiczyn (para el condado de Drohiczyn), dos enviados elegidos,
- Gąbin (para la tierra de Gostynin), dos enviados elegidos,
- Lipno (para la tierra de Dobrzyń), dos enviados elegidos,
- Liw (por la tierra de Liw), dos enviados elegidos,
- Łomża (por la tierra de Łomża), dos enviados elegidos,
- Mielnik (para el condado de Mielnik), dos enviados elegidos,
- Nur (por la tierra de Nur), dos enviados elegidos,
- Parzęczew (para el voivodato de Łęczyca), dos enviados elegidos,
- Raciąż (para voivodato de Płock), cuatro enviados elegidos,
- Radziejów (para el voivodato de Brześć Kujawski y el voivodato de Inowrocław), cuatro enviados elegidos,
- Rawa Mazowiecka (por la tierra de Rawa), dos enviados elegidos,
- Różan (por la tierra de Różan), dos enviados elegidos,
- Sochaczew (para la tierra de Sochaczew), dos enviados elegidos,
- Szadek (para Voivodato de Sieradz), dos enviados elegidos,
- Środa Wielkopolska (para voivodato de Kalisz y voivodato de Poznań), doce enviados elegidos,
- Warszawa (para la tierra de Warszawa), dos enviados elegidos,
- Wieluń (para la tierra de Wieluń y el condado de Ostrzeszów), dos enviados elegidos,
- Wizna (para la tierra de Wizna), dos enviados elegidos,
- Wyszogród (por la tierra de Wyszogród), dos enviados elegidos,
- Zakroczym (por la tierra de Zakroczym), dos enviados elegidos.

### Real Prusia
- Człuchów (para el condado de Człuchów), dos enviados elegidos,
- Kowalewo Pomorskie (para Chełmno Voivodeship), dos enviados elegidos,
- Malbork (para Voivodato de Malbork), dos enviados elegidos,
- Mirachowo (para el condado de Mirachowo), dos enviados elegidos,
- Puck (para el condado de Puck), dos enviados elegidos,
- Starogard Gdański (para los condados de Gdańsk, Tczew, Nowe, y en 1642-1655 para Lębork - Bytów Land ), dos enviados elegidos; en 1642-1655, cuatro enviados elegidos,
- Świecie (para el condado de Świecie), dos enviados elegidos,
- Tuchola (para el condado de Tuchola), dos enviados elegidos.

### Gran Ducado de Lituania
- Brasław (para el condado de Brasław), dos enviados elegidos,
- Brześć (para el condado de Brześć), dos enviados elegidos,
- Grodno (para el condado de Grodno), dos enviados elegidos,
- Kowno (para el condado de Kowno), dos enviados elegidos,
- Lida (para el condado de Lida), dos enviados elegidos,
- Mińsk (para el condado de Mińsk), dos enviados elegidos,
- Mozyr z (para el condado de Mozyrz), dos enviados elegidos,
- Mścisław (para Mścisław Voivodeship), dos enviados elegidos,
- Nowogródek (para el condado de Nowogródek), dos enviados elegidos,
- Orsza (para el condado de Orsza), dos enviados elegidos,
- Oszmiana (para el condado de Oszmiana), dos enviados elegidos,
- Pińsk (para el condado de Pińsk), dos enviados elegidos,
- Połock (para Połock Voivodeship), dos enviados elegidos,
- Poniewież (para el condado de Upita), dos enviados elegidos,
- Rosienie (por el Ducado de Samogitia), dos enviados elegidos,
- Rzeczyca (para el condado de Rzeczyca), dos enviados elegidos,
- Słonim (para el condado de Nowogródek), dos enviados elegidos,
- Smoleńsk (para el condado de Smoleńsk), dos enviados elegidos,
- Starodub (para el condado de Starodub), dos enviados elegidos,
- Troki (para el condado de Troki), dos enviados elegidos,
- Wilno (para el condado de Wilno), dos enviados elegidos,
- Wiłkomierz (para el condado de Wiłkomierz), dos enviados elegidos,
- Witebsk (para el condado de Witebsk), dos enviados elegidos,
- Wołkowysk (para el condado de Wołkowysk), dos enviados elegidos.

### Ducado de Livonia
- Según el proyecto de ley de 1598 del Sejm, los sejmiks regionales de Livonia se llevaron a cabo en Kieś, en algunos casos también en Ryga. Después de la conquista sueca de la mayor parte de Livonia en la década de 1620, los sejmiks fueron trasladados a Dyneburg. La nobleza del condado de Piltyń, formalmente igual a la nobleza de la Mancomunidad, no eligió ningún enviado al Sejm.